# 青海湖裸鯉
青海湖裸鯉（学名：Gymnocypris przewalskii）为鲤科裸鲤属的鱼类，俗名青海湖湟鱼、湟鱼，是中国的特有物种。分布于青海湖水系、库尔雷克湖等，多生活于湖区和入湖各大小支流。该物种的模式产地在青海湖。

## 分布
本魚分布於中國青海省青海湖及其水系，西元1970年曾引進內蒙古。

## 亚种
- 青海湖裸鲤甘子河亚种（学名：Gymnocypris przewalskii ganzihonensis），Zhu et Wu于1975年命名，是中国的特有物种。分布于甘子河等。该物种的模式产地在甘子河。[2]
- 青海湖裸鲤指名亚种（学名：Gymnocypris przewalskii przewalskii），Kessler于1876年命名，是中国的特有物种。分布于青海湖等。该物种的模式产地在青海湖。[3]

## 特徵
本魚體延長，稍側扁，頭錐形，口近端位，上頷為突出，下頷無角質緣。無鬚。眼中等大，上側為。體裸露，僅在臀鰭至腹鰭基部的兩側各有一排不規則的退化鱗片，每側23至27枚。在胸鰭基部上方，側線之下也有3至4行不規則鱗片。下咽骨狹長，咽齒匙狀，頂端稍鉤曲。背鰭具3根不分支鰭條和6至9根分支鰭條。臀鰭具2至3根不分支鰭條和5根分支鰭條。雌魚臀鰭呈橢圓形，無鋸刻。雄魚臀鰭圓形，邊緣有較深的缺刻，其後兩根變硬，末端有倒鉤。尾鰭分叉。腹膜黑色。體背部黃或褐色，兩側有雲斑，腹部灰白色或淺黃色。

## 生態
青海湖裸鯉生長極其緩慢，一生無明顯生長階段。屬春夏型溯河洄游石礫產卵魚類。雄魚比雌魚成熟早。每年3至7月產卵群體由青海湖進入各河中繁殖。布哈河是主要產卵場所，產卵群體進入河川和洄游到湖中的時間與各河川的水溫和水位情況有關。雄魚以臀鰭在河灘底部造成依淺鍋狀凹窩，稱「聚卵窩」。有時雌魚也用肥厚的臀鰭和強有力的尾鰭造窩。每次產卵百餘粒，分數次重複產卵。卵沉性，有劇毒。水溫13.5至18℃時，受精卵138小時孵化。
本魚屬雜食性魚類，食譜廣。可分為3種餌料組成的類型。以攝食藻類(矽藻、綠藻、裸藻等)為主；以輪蟲、甲殼類(枝角類、橈足類及鉤蝦)，水生昆蟲(蜉蝣目、搖蚊幼蟲)和小魚為主或攝食以上動植物二種的混合類型餌料。在攝食底棲生物時，隨之也吞食大量有機質淤泥。幼魚階段主食動物性餌料。成魚溯河產卵時仍進行攝食，但攝食量下降。

## 學術價值
青海湖裸鯉的形成歷史較短，在100萬年前(約中更新世至晚更新世初)日月山升起，阻隔了與黃河相通的青海湖出口，發育成內池型閉塞湖，環境條件迅速改變，其他魚種逐漸淘汰，僅形成青海湖裸鯉，為地理隔離和生態隔離所致。
青海湖裸鯉是應在低水溫鹹淡水而又耐鹽鹹水域中生活，無疑是世界上既耐低溫又耐鹽鹹的罕見品種。且是青海湖漁業的唯一捕撈對象，除有計畫的捕撈以外，其他人為的影響、汙染等干擾較小，是研究種群動態、種群生態遺傳、生態地理、生態系統和引種馴化等理想的實驗對象。

## 經濟價值
食用魚，通常在當地銷售或製成魚乾。裸鯉能適應於高寒地區的淡水生活，因此可考慮做為高寒地區和鹽鹹水體的養殖對象。卵、精巢、腹膜有毒，人食後4至5小時開始腹瀉，發生嘔吐，進食過量，嚴重時會造成死亡。鮮食或乾製品均應去內臟及腹膜。